# Kerges
Kerges (románul: Chergheș) falu Romániában, Erdélyben, Hunyad megyében.

## Fekvése
Dévától 13 kilométerre délnyugatra, a Pojána Ruszka-hegységben fekszik.

## Lakossága
- 1850-ben 390 lakosából 380 volt román és tíz cigány nemzetiségű; valamennyien ortodox vallásúak.
- 2002-ben 104 lakosából 103 volt román és egy magyar nemzetiségű; 100 ortodox, három pünkösdi és egy református vallású.

## Története
Hunyad vármegyei román falu volt. 1406-ban említette először oklevél, p. volahalis Kerges néven. 1520–21-ben az Almási, Barcsai, Csulai, Csulai Ficsor, Móré és Váncsa családok osztoztak rajta. 1640-ben a marosillyei uradalomhoz tartozott tizenöt kenéz, hat jobbágy és három lovas szabados családfővel. A század második felében már a vajdahunyadi uradalom része volt, lakói hordódongák készítésével tartoztak.

## Nevezetességek
- A kergesi Măgura hegy oldalában könnyen megközelíthető, kicsiny barlang nyílik.
- Fosszíliák.
- Ortodox fatemploma 1733 előtt épült.

## Jegyzetek

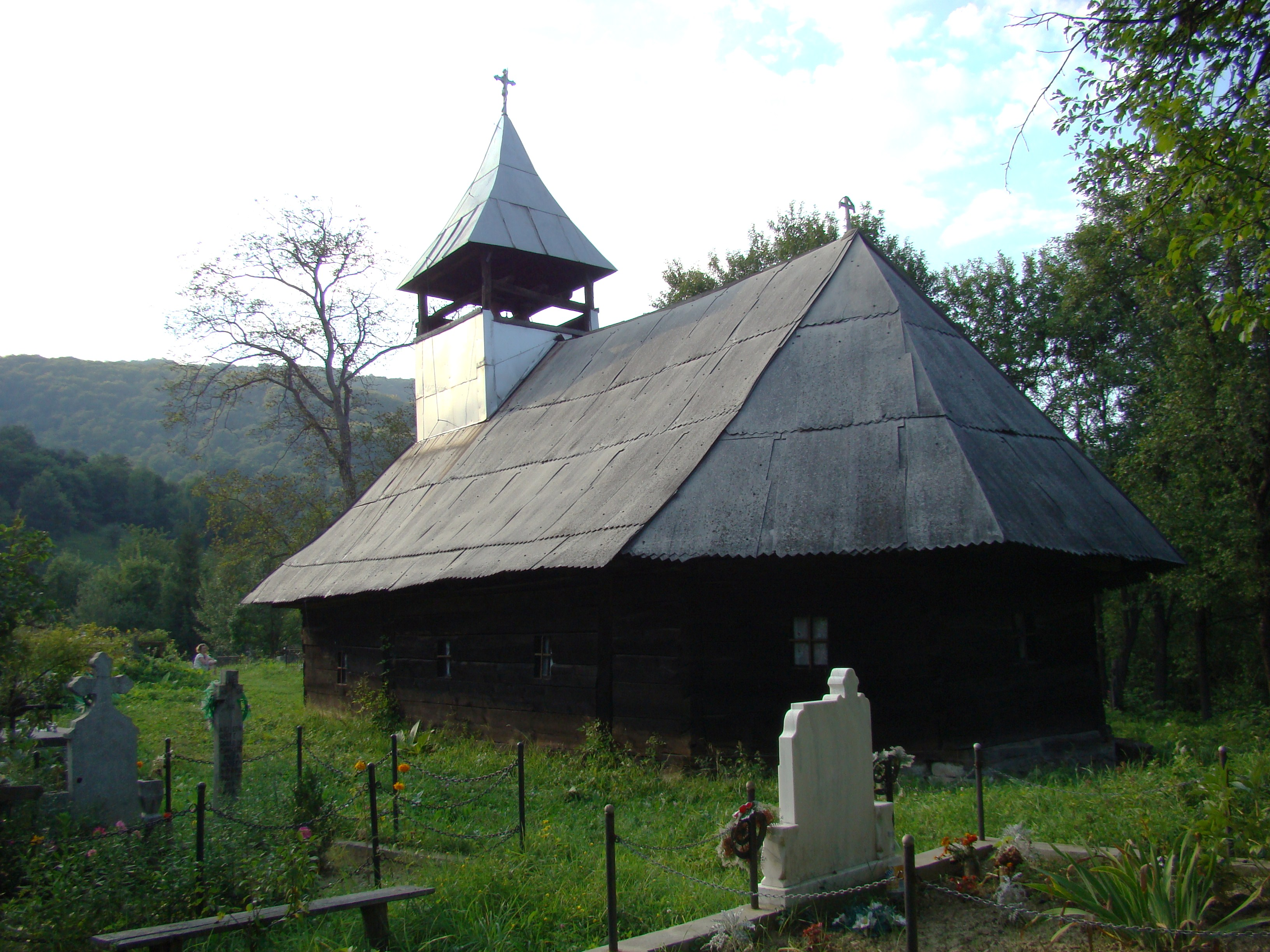
A kergesi fatemplom